# هری کریپس
هری کریپس (انگلیسی: Harry Cripps; ۲۹ آوریل ۱۹۴۱ – ۲۹ دسامبر ۱۹۹۵) بازیکن فوتبال اهل بریتانیا بود.
از باشگاه‌هایی که در آن بازی کرده‌است می‌توان به باشگاه فوتبال چارلتون اتلتیک، باشگاه فوتبال میلوال، و باشگاه فوتبال وستهام یونایتد اشاره کرد.